# جزبل سقرلاتی
جزبل سقرلاتی یا جزبل شمالی (نام علمی: Delias argenthona) گونه‌ای پروانه است که در تیره کاهی‌بالان و سرده هاشوربالان قرار دارد.

## ظاهر
- رنگ: سقرلاتی، زرد
- جثه: میانه

## زیستگاه
- استرالیا